# Parsmen II.

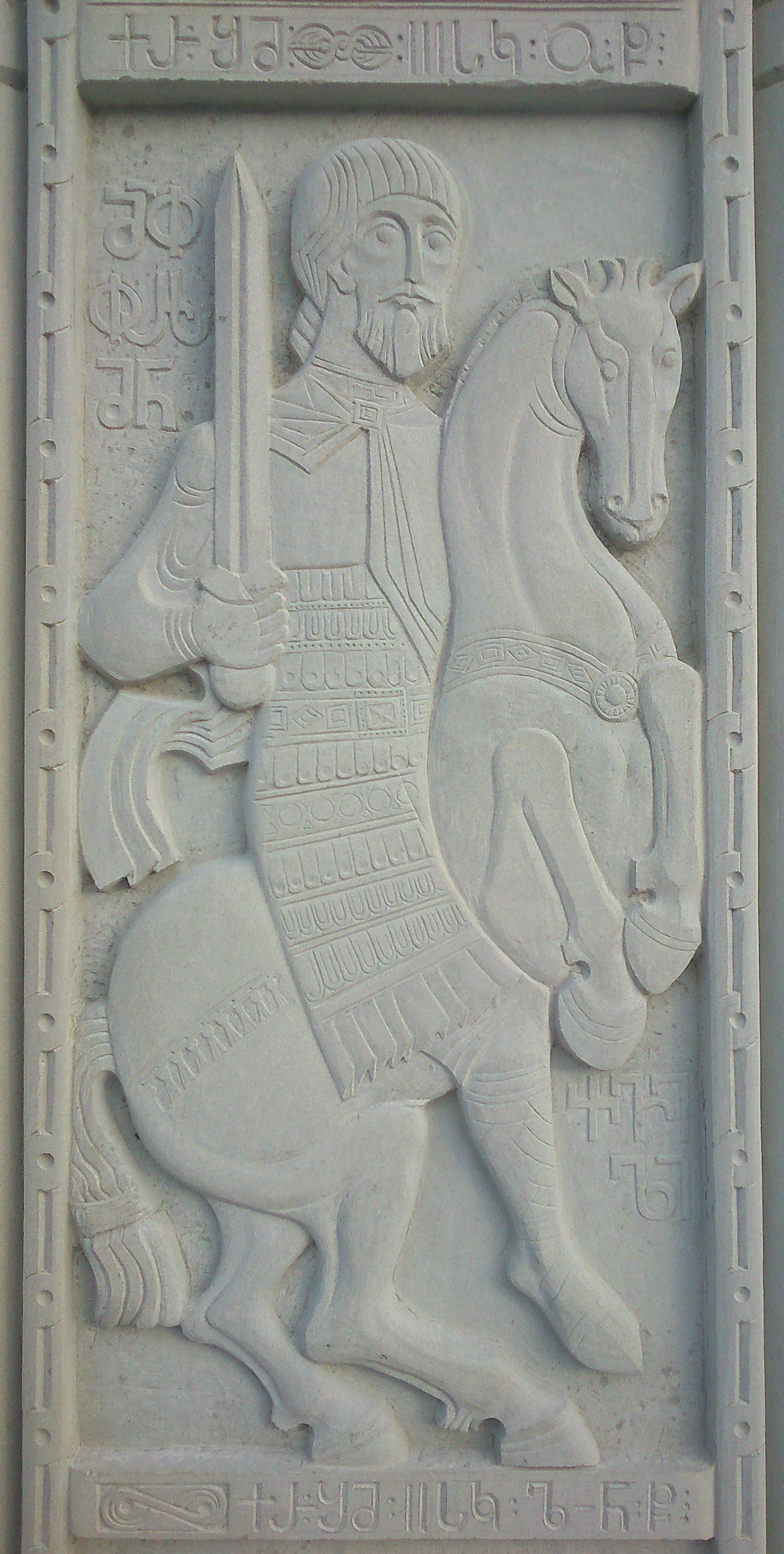
Relief von König Pharasmanes II. dem Tapferen

Pharasmanes II., auch bekannt als Pharasmanes der Tapfere, war ein König des antiken Königreichs Iberien (heutiges Georgien) im 2. Jahrhundert n. Chr. Seine Herrschaft wird in der historischen Forschung, insbesondere durch Cyril Toumanoff, auf die Jahre 116 bis 132 n. Chr. datiert. Er entstammte der pharnavazidischen Dynastie und war der Sohn seines Vorgängers, König Amazasp I.
Pharasmanes II. wird in den mittelalterlichen georgischen Chroniken als charismatischer und mutiger Herrscher beschrieben. Er galt als großzügig, von eindrucksvoller Statur und außergewöhnlichem militärischem Geschick. Sein Führungsstil und seine Taten hoben ihn in der Wahrnehmung der Geschichtsschreiber von seinen Vorgängern ab.
Ein prägendes Element seiner Regierungszeit waren die Beziehungen zum Römischen Reich. Im Jahr 129 n. Chr. lehnte Pharasmanes II. es ab, Kaiser Hadrian persönlich Tribut zu zollen. Diese Weigerung führte zu diplomatischen Spannungen, da der römische Kaiser versuchte, seinen Einfluss auf die Region auszudehnen. Trotz wertvoller Geschenke seitens Roms, darunter ein Kriegselefant, blieb Pharasmanes II. standhaft und verweigerte die Unterwerfung unter die römische Autorität. Gleichzeitig soll er den Alanen den Durchmarsch durch Iberien gestattet haben, was römische Gebiete weiter destabilisierte.
Unter der Herrschaft von Antoninus Pius suchte Pharasmanes II. erneut den diplomatischen Austausch mit Rom. Er wurde mit großen Ehren empfangen, durfte im Kapitol Opfer darbringen und erhielt die Erlaubnis, eine Reiterstatue im Tempel der Bellona zu errichten. Dies unterstreicht die politische Bedeutung, die Pharasmanes II. in den Augen der römischen Führung besaß. Zudem erhielt er territoriale Erweiterungen für sein Königreich.
Laut georgischen Chroniken wurde Pharasmanes II. schließlich durch Gift ermordet, wobei die Tat einem persischen Koch zugeschrieben wird. Diese Erzählung spiegelt die geopolitischen Spannungen wider, die zwischen Iberien und seinen Nachbarn bestanden.